# Kydonéa (Thessalonique)
Pour l’article homonyme, voir Kydonéa (Imathie).
Kydonéa (grec moderne : Κυδωνέα) est une localité située dans le dème de Langadás, dans le district régional de Thessalonique, dans la periphérie de Macédoine-Centrale, en Grèce.
Selon le recensement de 2011, elle compte 30 habitants.